# 二氢化铕
二氢化铕是铕最常见的氢化物，化学式为EuH2，其中铕为+2价，氢为-1价。它是一种具有铁磁性的半导体。

## 制备
二氢化铕可由铕和氢气直接反应得到：
Eu + H2 → EuH2

## 用途
EuH2可以作为Eu2+源，合成Eu2+掺杂的MOF材料。